# داریوش شایگان
داریوش شایگان (۴ بهمن ۱۳۱۳ – ۲ فروردین ۱۳۹۷) فیلسوف، هندشناس، نویسنده و شاعر ایرانی بود. بیشتر نوشته‌های شایگان به زبان فرانسوی و در حوزهٔ فلسفه تطبیقی است. نوشته‌های فرانسوی وی در کتاب‌های درسی فرانسه چاپ می‌شود.
شایگان از مهم‌ترین نظریه‌پردازانِ تطابق‌پذیری فرهنگی جهان شرق و غرب بود و در آثار خود تلاش می‌کرد زمینه‌های مشترک تاریخی، اجتماعی و فرهنگی میان تمدن ایرانی و تمدن اروپایی را بازیابی کند.

## اوایل زندگی و خانواده
داریوش شایگان در ۴ بهمن ۱۳۱۳ در تبریز زاده شد. پدرش بازرگان شیعه تبریزی متمول و مادرش سنی مذهب و از اهالی گرجستان بود. مادر و خاله شایگان به زبان گرجی و پدر و مادر شایگان به ترکی آذربایجانی با یکدیگر صحبت می‌کردند. دایه شایگان نیز روس بود و با او به زبان روسی حرف می‌زد. از این‌رو فرزندانِ این خانواده از همان کودکی زبان‌های ترکی، روسی و فارسی را فراگرفتند. افزون بر این‌ها شایگان دوره دبستان و اول دبیرستان خود را در مدرسه سن‌لویی تبریز، زبان فرانسوی نیز آموخت. وی در این مدرسه با ارمنی‌ها، آشوری‌ها و یهودیان هم آشنا شد. این مدرسه از سوی کشیشان لازاری اداره می‌شد.
وی در سال ۱۳۲۹ در نخستین سفر خود، به ایتالیا و سپس سوئیس رفت و سرانجام رهسپار پاریس شد. پس از این سفر، شایگان، بدون به پایان رساندن دبیرستان در ایران، و در پانزده سالگی رهسپار انگلستان شد و مدرک دیپلم خود را در آن‌جا گرفت. پس از چهار سال به ژنو رفت تا پزشکی بخواند. با این حال این نویسنده که مهاجرت از زادگاه و حضور در اروپا را برای خود نوعی گسستن از بند ناف خویش عنوان کرده بود، برخلاف میل پدر، بعد از یک سال رشته پزشکی را کنار گذاشت و به تحصیل هم‌زمان در رشته‌های علوم سیاسی، فلسفه، زبان‌شناسی، هنر و ادبیات پرداخت. وی در سال‌های تحصیل در غرب به مطالعه آثار ادیبانی همچون پل والری، مارسل پروست، کارل گوستاو یونگ، شارل بودلر و راینر ماریا ریلکه علاقه‌مند شد و به شناختی عمیق از فرهنگ و ادبیات اروپا در قرن بیستم رسید.
داریوش شایگان در دانشگاه ژنو از طریق استاد خود ژان هربر با اساطیر و حماسه در هند آشنا و چنان به آن علاقه‌مند شد که به مدت دو سال، به کلاس‌های زبان سانسکریت هنری فرای هندشناس مشهور رفت. داریوش شایگان در سن ۲۵ سالگی و بعد از پایان تحصیلات خود در دانشگاه ژنو به ایران برگشت. شایگان سپس در دوره‌ای شش‌ساله، خود را وقف یادگیری و تأمل در عرفان و متون کلاسیک فارسی کرد و به پروهش در آثار الهیاتی و عرفانی پرداخت. پای شایگان در این دهه که دوره‌ی اوج‌گیری فعالیت‌های روشنفکری و ادبی نویسندگان ایران بود، به محافل روشنفکری باز شد. این نویسنده که در این دوره در دانشگاه تهران به تدریس زبان سانسکریت می‌پرداخت، با سید حسین نصر همکار بود و از طریق او با هانری کربن، اسلام‌شناس مشهور فرانسوی نیز آشنا شد. شایگان در تهران با برهمن ایندوشکر، استاد زبان سانسکریت دانشگاه تهران، آشنا شد. او دو سال و نیم نزد او زبان سانسکریت و ادبیات هند خواند. با تلاش برهمن ایندوشکر، زمانی که می‌خواست ایران را ترک کند، شایگان تدریس زبان سانسکریت در دانشگاه تهران را در ۲۵ سالگی آغاز کرد.
خواهر وی یگانه شایگان، زاده ۱۳۱۶ استاد فلسفه بود که در ۱۷ خرداد ۱۳۸۶ درگذشت. شایگان در زمان حضور در دانشگاه ژنو با فریده زندیه که هم‌دانشگاهی او بود، ازدواج کرد و این زوج صاحب سه فرزند به نام‌های رکسانا، ترانه و رحیم شدند که رحیم شایگان، فارغ‌التحصیل دکترا از دانشگاه هاروارد، ایران‌شناس و تاریخدان است. و هم‌اکنون رئیس گروه ایران‌شناسی در دانشگاه کالیفرنیا، لس آنجلس و همچنین مدیر مرکز پورداود برای پژوهش دربارهٔ تاریخ ایران باستان است.

## نویسندگی
داریوش شایگان در سال‌های پایانی دهه ۱۳۳۰ خورشیدی، نخستین کتاب خود را با عنوان بهاگاوادگیتا از زبان سانسکریت به فارسی ترجمه کرد؛ هرچند این اثر عرفانی هرگز به چاپ نرسید. او سپس به‌عنوان اولین مترجم ایرانی به سراغ دیگر اثر مشهور عرفانِ هند به نام اوپانیشادها رفت و این اثر کهن آئین هندو را به زبان فارسی ترجمه کرد. او یک دوره «استغراق و مراقبه» را پس از اقامت در ژنو در ایران گذرانده بود. شایگان از سال ۱۳۳۹ تا ۱۳۴۵ پژوهش‌های خود را دربارهٔ فلسفه هندی آغاز و با پژوهش تطبیقی دربارهٔ اسلام و هند به پایان رساند که در سال ۱۳۴۶ در قالب کتابی دوجلدی با عنوان ادیان و مکتب‌های فلسفی هند منتشر شد. شایگان در سال ۱۳۴۶ برای ادامه تحصیل به کشور فرانسه رفت و مدرک دکترای خود را از دانشگاه سوربن و با رساله‌ای در موضوع هندوئیسم و تصوف دریافت کرد. پس از آن این نویسنده به ایران برگشت و به‌عنوان استاد دانشگاه تهران به تدریس فلسفه تطبیقی پرداخت. داریوش شایگان در دهه‌های ۱۳۴۰ و ۱۳۵۰ خورشیدی، تحت تأثیر فضای روشنفکری آن روزگار، کتاب‌های آسیا در برابر غرب و بت‌های ذهنی و خاطره ازلی را منتشر کرد. این نویسنده سپس کتاب تصوف هندوئیسم، قرائتی از تلاقی دو اقیانوس را در سال ۱۳۵۷ به زبان فرانسوی منتشر کرد و سه سال بعد از وقوع انقلاب ۱۳۵۷ در ایران، کتاب انقلاب دینی چیست؟ را در توضیح آنچه در ایرانِ آن روز می‌گذشت، به چاپ رساند. او پس از انقلاب، در ایران و فرانسه زندگی می‌کرد.
شایگان در طول سال‌های پژوهش خود با روحانیون سرشناسی همچون سید محمدحسین طباطبایی، سید ابوالحسن رفیعی قزوینی، مهدی الهی قمشه‌ای و سید جلال‌الدین آشتیانی مراوده داشته‌است. اما انقلاب ۱۳۵۷ باعث تغییر اساسی در اندیشه‌اش شد. پیش از انقلاب نزدیکی او به بزرگانِ اسلام سنتی باعث شده بود که او بیشتر با سویهٔ غیرسیاسی و آرام اسلام آشنا شود و هیچ‌گاه پایبند مرامی سیاسی نبود. پس از انقلاب او به پژوهش گسترده در آثار هواداران اسلام سیاسی پرداخت و متوجه تفاوت بنیادین آرای آن‌ها با مانندان آشتیانی و طباطبایی شد. همچنین رابطه نزدیکی با اندیشمندان دیگر مانند امیرحسین جهانبگلو و سید احمد فردید داشت.
داریوش شایگان در سال ۱۹۹۰ میلادی کتاب هانری کربن، آفاق تفکر معنوی اسلام ایرانی را در تشریح اندیشه‌های این فیلسوف فرانسوی منتشر کرد. این نویسنده سپس در سال ۱۹۹۲ میلادی، سه کتاب با عنوان‌های نگاه مثله‌شده، اسکیزوفرنی فرهنگی: کشورهای سنتی با مدرنیته، زیر آسمان‌های جهان و توهمات هویت را به چاپ رساند. داریوش شایگان با شروع هزاره جدید میلادی بار دیگر به سراغ نوشتن آثاری در زمینه عرفان و تصوف رفت و کتاب‌های نور از غرب می‌آید، طلسم دوباره‌ی جهان و اندیشه‌ی عشایری، فراتر از آینه، تنوع فرهنگی و وحدت ارزش‌ها و سرزمین سراب‌ها را در دهه ۲۰۰۰ میلادی و به زبان فرانسوی منتشر کرد. او سپس چهار کتاب بینش اساطیری، پنج اقلیم حضور، در جستجوی فضاهای گمشده و فانوس جادویی زمان را به زبان فارسی به چاپ رساند.
داریوش شایگان که از زمان دانشجویی شیفته شعرهای شارل بودلر بود و کتاب جنون هوشیاری را در نقد و تحلیل کارنامه این شاعر بزرگ فرانسه نیز نوشته بود، در اواخر عمر، ترجمه مجموعه‌ای از شعرهای خود به زبان فرانسوی را در کتابی با عنوان از کران تا کران از دریا تا دریا به چاپ رساند. شایگان در سال‌های پایانی عمر به شناساندن شاعران ایرانی به فرانسوی‌زبانان و شاعران و نویسندگان فرانسوی پرداخت. آخرین کتابی که از او در فرانسه منتشر شد، کتاب پنج اقلیم حضور بود که شاعرانگی ایرانی را در شعر پنج شاعر بزرگ ایرانی، فردوسی، مولوی، سعدی، خیام و حافظ بررسی کرده‌است. آخرین کتاب‌های شایگان که به فارسی نیز موجودند، دربارهٔ شارل بودلر، شاعر بزرگ قرن نوزدهم فرانسه و مارسل پروست، نویسندهٔ بزرگ اوایل سده بیستم فرانسه هستند.

## اندیشه‌ها

### غرب‌زدگی
جریان تحت تأثیر شایگان، از ۱۹۶۰ میلادی یک جریان مسلط و چیره بوده‌است. او در کتاب آسیا در برابر غرب به تلاشی جدی در برابر چالش فلسفی و فرهنگی به مقابله با غرب می‌پردازد. در این اثر وی مفهوم غرب‌زدگی را گسترش داد و فهمی عمیق از مسائلی را ارائه کرد که مواجههٔ انسان‌های جهان سوم با هژمونی فرهنگ غربی را در بر می‌گرفت. او می‌گفت: «غرب‌زدگی، نه فقط جهل نسبت به غرب و ناآگاهی به تقدیر تاریخی خودمان است، بلکه همراه با بیگانگی از خودمان نیز هست.» بنا به گفته داریوش بوربور (دوست دوران نوجوانی شایگان)، مطالعات شرق‌شناسی گسترده او باعث شده بود که ضمن آگاهی از وجوه مختلف فرهنگ غرب، غرب‌زده نباشد.
عبدالله نصری در کتابش رویارویی با تجدد می‌نویسد:
«به زعم شایگان، ما بسیاری از مفاهیم تفکر غربی را ناآگاهانه و بی‌چون و چرا و بدون دید تحلیلی و تاریخی می‌پذیریم و دربارهٔ آن‌ها پرسش نمی‌کنیم. خاطرهٔ قومی ما رو به زوال است. ما دچار توهم مضاعف هستیم، چرا که از یک سوی می‌پنداریم که ماهیت تفکر غربی را شناخته و می‌توانیم عناصری از آن را برگزینیم که با میراث فرهنگی ما سازگار است، و از سوی دیگر گمان می‌کنیم که هویت فرهنگی خود را حفظ می‌کنیم؛ درحالی‌که خاطرهٔ قومی ما تاب مقاومت در برابر تفکر غربی را ندارد. این توهم مضاعف به دو صورت بروز می‌کند: نخست غرب‌زدگی و دوم بیگانگی از خود.»
نصری در جای دیگر می‌نویسد: از نظر شایگان، مدرنیته ما را دچار اسکیزوفرنی یا روان‌گسیختگی کرده‌است، چرا که مدرنیته نظام ارزشی خود را بر ما تحمیل کرده و ما در میان دو جهان بیگانه از یکدیگر به سر می‌بریم. ما در مواجههٔ با غرب شیفتهٔ نظام‌های سیاسی و حقوق آن شده‌ایم و مفاهیم مدرن چون حق و آزادی را پذیرفته‌ایم، بدون آنکه نسبت به الگوی معرفتی که مبنای این مفاهیم بوده توجه داشته باشیم. همان چیزی که سروش هم به آن توجه دارد.

### محمّد مصدق
شایگان در فصل نخست کتاب زیر آسمان‌های جهان و در گفتگو با رامین جهانبگلو، پس از بازگویی سرخوردگی ناشی از شکست دولت ملی، از خود می‌پرسد: «… آیا بخش مهمی از مسئولیت این بدبختی بر عهدهٔ مصدق نبود؟ آیا او خود مسبب و محرک سقوطش نبود؟ او که خود را در بن‌بستی نهاده بود که برون‌شدی از آن وجود نداشت، به یک معنا سرنوشت شهید سیاسی را برای خود رقم زده بود.» او در ادامهٔ انتقاد از محمد مصدق، تن ندادن وی به مصالحه، به افتادن در دام گفتهٔ خود پرداخته و گم کردن واقعیت‌انگاری مصدق را در عدم توانایی و شجاعت در تسلیم شدن به واقعیت می‌بیند. شایگان می‌افزاید: «مصدق مردی حقوق‌دان بود که هرگز نتوانست بازی کارتل‌های نفتی و نقش خردکننده آمریکا را در عرصهٔ شطرنج بین‌المللی دریابد.»

### شاعرانگی ایرانیان
شایگان در کتاب پنج اقلیم حضور علل شاعرانگی ایرانیان را بررسی می‌کند. اینکه به گفتهٔ او چرا عنصر شعر این‌گونه در جهان‌بینی و اخلاقیات و حتی اندیشه‌ورزی ایرانیان تأثیرگذار است، پدیده‌ای است که در دیگر کشورها و فرهنگ‌های کهن نظیر ندارد. اما در متن اثر فقط به توصیف تمجیدآمیز از پنج شاعر بزرگ ایرانی یعنی فردوسی، خیام، مولوی، سعدی و حافظ پرداخته و هیچ رهیافتی به کشف ماهیت این ویژگی شاخص در فرهنگ ایرانیان اشاره نمی‌کند. در پایان کتاب نیز، حافظ را عارفی کامل تصویر می‌کند. اما به سویه‌های اجتماعی، سیاسی و تاریخی شعر حافظ هم وقعی نمی‌نهد.

### نقد ایدئولوژی
یکی از مهم‌ترین نظرات وی، دربارهٔ تحلیل و شناساندن مفهوم ایدئولوژی است. وی در کتاب انقلاب مذهبی چیست نشان می‌دهد که نمی‌توان دین و فلسفه را اموری ایدئولوژیک دانست. شایگان به جد معتقد بود که فلسفه و دین، دو هماورد جدی ایدئولوژی هستند و در جامعه‌ای که سنت‌هایِ تقدیس‌یافته ضعیف شوند و استدلال‌های فلسفی نابود گردند، ایدئولوژی فرصت ظهور پیدا می‌کند. وی ایدئولوژی را همانند اسطوره می‌دانست؛ چراکه هم دارای بار عاطفی است و هم دارای دستگاهی منطقی–عقلانی است.

### اعتراف به خطای روشنفکران دهه پنجاه
داریوش شایگان از معدود روشنفکران برجسته‌ای است که از شجاعت داوری دربارهٔ کارنامه فکری‌اش برخوردار و از آن ابراز ندامت کرده بود. او در آخرین سال‌های عمرش با صراحت گفت:
| « | ایران در سال‌های دهه‌های چهل و پنجاه داشت جهش می‌کرد؛ ما از آسیای جنوب شرقی آن زمان جلوتر بودیم. علت عدم موفقیت ما این بود که شتاب تغییرات را تحمل نکردیم. ما روشنفکران جایگاه خود را ندانستیم و جامعه را خراب کردیم. یکی دیگر از آسیب‌های جامعهٔ ما در آن هنگام، چپ‌زدگی شدید بود که با اتفاقات بیست و هشتم مرداد ۳۲ هم تشدید شد و قهرمان‌گرایی بیش از پیش در جامعه فراگیر شد. باید اعتراف کنم: شرمنده‌ام که نسل ما گند زد! | » |

پاره‌ای از اندیشه‌ها و گفتارهای داریوش شایگان در ویکی‌گفتاورد وی موجود می‌باشد. 

## درگذشت

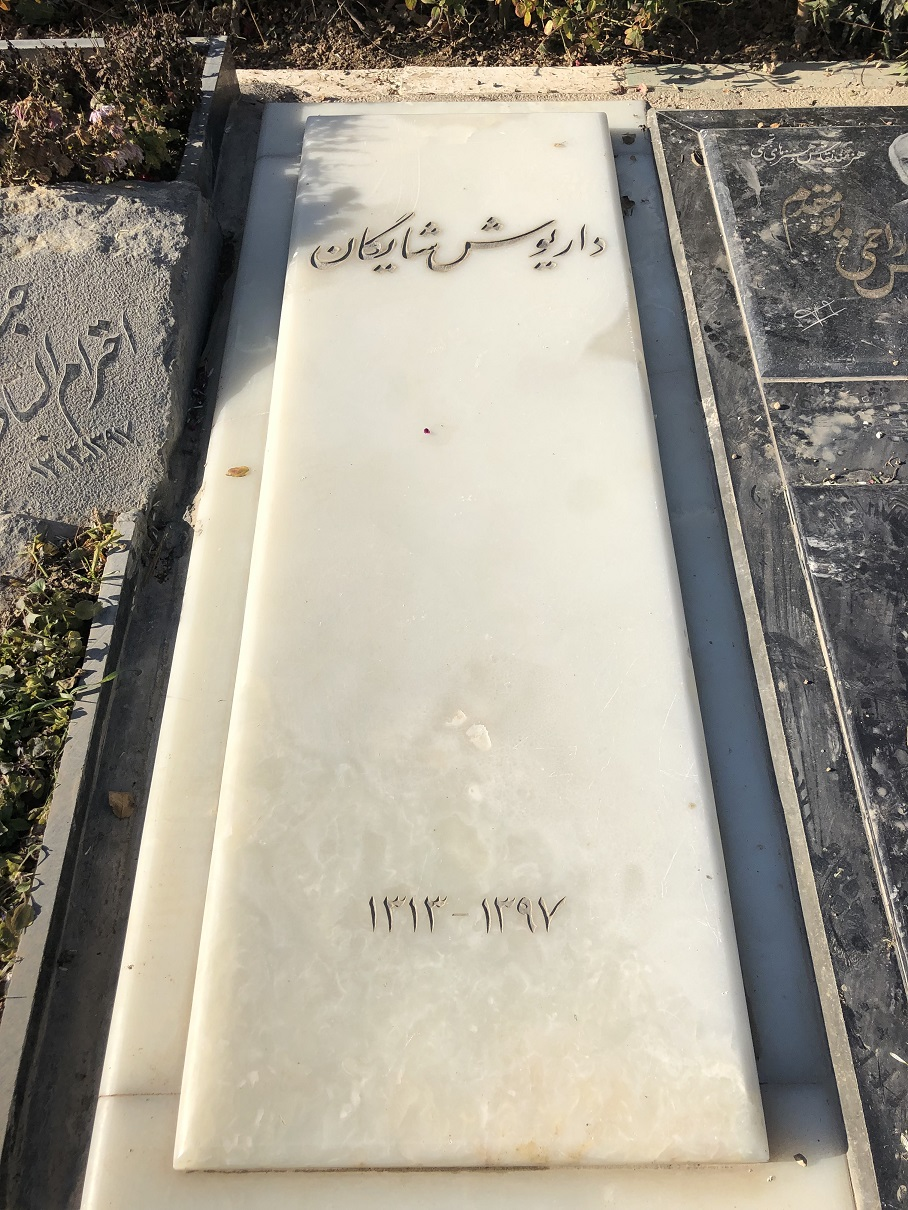
مزار شایگان در قطعه هنرمندان بهشت زهرا تهران

داریوش شایگان ساعت ۴ عصر پنجشنبه ۵ بهمن ۱۳۹۶ دچار سکته مغزی شدید شد. او صبح پنجشنبه، ۲ فروردین ۱۳۹۷ در بخش مراقبت‌های ویژهٔ بیمارستان فیروزگر تهران در ۸۳ سالگی درگذشت.
مراسم تشییع پیکر داریوش شایگان در سرسرای مرکز دایرةالمعارف بزرگ اسلامی صبح دوشنبه ۶ فروردین ماه، آغاز شد و در پایان این مراسم پس از اقامه نماز میت توسط سید مصطفی محقق داماد، در قطعه هنرمندان بهشت زهرا به خاک سپرده شد. در مراسم  تشییع شایگان، عباس آخوندی وزیر راه و شهرسازی، اشرف بروجردی رئیس سازمان اسناد و كتابخانهٔ ملی، علی یونسی مشاور ویژهٔ رئیس جمهور در امور اقلیت‌های قومی و مذهبی، بهرام قاسمی سخنگوی وزارت خارجه، جمعی از نمایندگان مجلس شورای اسلامی، سوراب کومار سفیر هند در تهران، غلامحسین كرباسچی، آیدین آغداشلو، بهمن فرمان آرا، جواد مجابی و جمعی از دیگر شخصیت‌های فرهنگی و ادبی و شمار زیادی از شاگردان و علاقه‌مندان به وی حضور داشتند.«پیکر مرحوم شایگان تشییع شد». ۶ فروردین ۱۳۹۷. دریافت‌شده در ۱۵ مرداد ۱۴۰۳.

## جوایز
- در سال ۲۰۰۴، برای رمان سرزمین سراب‌ها برندهٔ جایزهٔ ادبی آسیا از سوی انجمن نویسندگان فرانسوی‌زبان شد.
- در سال ۲۰۱۱ و ۲۰۱۲، جایزه بزرگ فرانکوفونی به او تعلق گرفت.[۱۸]
- در سال ۲۰۱۶ نشان لژیون دونور فرانسه با امضای فرانسوا اولاند، رئیس‌جمهور فرانسه، در سفارت فرانسه در تهران به داریوش شایگان اعطا شد.[۱۹]
- وی در سال ۲۰۱۰ از دانشگاه آرهوس دانمارک جایزه گفتگوی فرهنگ‌ها و تمدن‌ها را از آن خود کرد.[۱]

## آثار
داریوش شایگان در طول دوران فعالیت خود کتاب‌های بسیاری را تألیف و ترجمه کرد که بیشتر آنها در ایران نیز چاپ شده‌اند: 
- ادیان و مکتب‌های فلسفی هند، در باب جریان‌های فکری و دینی هند از دوره ودایی تا عصر حاضر (۱۳۴۶: در ۲ جلد)
- بت‌های ذهنی و خاطره‌های ازلی، مجموعه مقالات و خطابه های در دانشگاه هاروارد (۱۳۵۵)[۲۱]
- آسیا در برابر غرب، مشهورترین اثر داریوش شایگان است که بعد از انتشار کتاب غرب‌زدگی اثر جلال آل احمد نوشته شد. شایگان در این اثر تحلیلی تلاش می‌کند با معرفی فرهنگ و ادبیات مشرق‌زمین، به استیلای فرهنگ و فلسفه‌ی غرب بر جوامع جهان سوم واکنش نشان دهد. (۱۳۵۶)
- انقلاب دینی چیست؟ (۱۳۶۱)
- هانری کربن: آفاق تفکر معنوی در اسلام ایرانی (۱۳۷۱)
- نگاه مثله‌شده، اسکیزوفرنی فرهنگی: کشورهای سنتی با مدرنیته
- زیر آسمان‌های جهان، منبعی درخشان از مواجه دو اندیشمند ایرانی است. داریوش شایگان و رامین جهانبگلو در این کتاب جذاب، به مباحثه و گفت‌وگو پیرامون مسائلی همچون تقابل سنت و مدرنیته، دین و ایدئولوژی، الهیات و معضلات اجتماعی و سیاسی ایران و جهان می‌پردازند. (؟)
- توهمات هویت (؟)
- تصوف و هندوئیسم، قرائتی از تلاقی دو اقیانوس، در باب آیین هندو و عرفان اسلامی بر مبنای کتاب مجمع‌البحرین (۱۳۵۷)
- نور از غرب می‌آید (؟)
- طلسم دوباره جهان و اندیشه عشایری (؟)
- فراتر از آینه، تنوع فرهنگی و وحدت ارزش‌ها (؟)
- سرزمین سراب‌ها، رمانی نامه‌نگارانه به زبان فرانسوی در باب تجربه‌ها و دغدغه‌های شایگان دربارهٔ فرهنگ‌های شرقی و غربی
- بینش اساطیری (؟)
- پنج اقلیم حضور، دیگر اثر مهم داریوش شایگان، که مجموعه‌ای متشکل از پنج مقاله بلند درباره حافظ، سعدی، مولوی، فردوسی و خیام، پنج شاعر بزرگ کلاسیک فارسی‌زبان است و به اهمیت و تأثیر شعر و شاعرانگی در اندیشه ایرانی می‌پردازد. (۱۳۹۳)
- در جستجوی فضاهای گمشده، در باب فلسفه هنر و بررسی هنر مشرق و مغرب زمین (۱۳۹۵)[۲۲]
- فانوس جادویی زمان (۱۳۹۶)[۲۳]
- افسون‌زدگی جدید: هویت چهل‌تکه و تفکر سیار، در باب مشکلات جوامع بشری در عصر فرامدرن (؟)
- آمیزش افق‌ها
- نگاه شکسته (؟)[۲۴]
- جنون هشیاری، نوشتهٔ ایو بونفوا (ترجمه ۱۳۹۴)[۲۵]
- از کران تا کران از دریا تا دریا، اشعار شایگان به زبان فرانسوی ترجمهٔ گلنار گلناریان (۱۳۹۷)